# Versailles (Indiana)
Versailles è una città degli Stati Uniti d'America, situata nello Stato dell'Indiana e in particolare nella Contea di Ripley, della quale è anche il capoluogo.